# Phoenicurusia
Phoenicurusia — рід метеликів родини синявців (Lycaenidae).

## Класифікація
Рід включає такі види:
- Phoenicurusia dilutior
- Phoenicurusia iliensis
- Phoenicurusia margelanica
- Phoenicurusia phoenicurus
- Phoenicurusia scintillans
- Phoenicurusia transcaucasicus